# معدن سورمه
معدن سورمه یک روستا در ایران است که در استان فارس واقع شده‌است. معدن سورمه ۲۶ نفر جمعیت دارد.